# Чаворі
Чаворі (чорн. Čavori/Чавори) — село (поселення) в Чорногорії, підпорядковане общині Котор. Християнське  поселення з населенням 2  мешканці.

## Населення
Динаміка чисельності населення (станом на 2003 рік):
- 1948 → 14
- 1953 → 14
- 1961 → 14
- 1971 → 10
- 1981 → 3
- 1991 → 1
- 2003 → 2

Національний склад села (станом на 2003 рік):